# Hans Wiktorsson
Hans Wiktorsson, folkbokförd Hans Alge Vicktorsson, född 13 maj 1950 i Ludvika församling i Kopparbergs län, är en svensk skådespelare och musiker. Som skådespelare är han mest känd i rollen som Kurt Olssons kompanjon Arne.

## Biografi
Wiktorsson var 1970–1972 rockmusiker i bandet Gläns över sjö & strand från Gagnef, i vilket ingick bland andra författaren Peter Mosskin. Wiktorsson var därefter under några år verksam på skivbolaget MNW i Vaxholm, där han medverkade på skivinspelningar med flera andra artister. Eftersom han ville ägna sig åt teater flyttade han 1975 till Göteborg, där han blev medlem i Nationalteatern. Tillsammans med denna grupp deltog han även i Tältprojektet 1977. 

Efter att Nationalteaterns rockorkester upplösts 1981 tillhörde Wiktorsson teatergruppen med samma namn, till vilken sedermera Lasse Brandeby anslöt sig. När Brandebys figur Kurt Olsson 1987 skulle bli huvudperson i ett TV-program (han var redan lokalkändis i Radio Göteborg) blev Wiktorsson erbjuden att vara med, något som han tackade ja till.
I augusti 1989 blev Wiktorsson påkörd av en spårvagn i Göteborg och allvarligt skadad. Några år senare lämnade han scenen.
Hans Wiktorsson var från 1976 gift med Med Reventberg (1948–2021), som också var medlem i Nationalteatern.

## Filmografi
- 1978 – Tältet
- 1982 – Målaren
- 1987 – Kurt Olssons television (TV-serie)
- 1988 – Fådda blommor (TV-serie)
- 1989 – Kurt Olssons sommartelevision (TV-serie)
- 1990 – Kurt Olssons julkalender (TV-serie)
- 1990 – Kurt Olsson – filmen om mitt liv som mig själv
- 1995 – Tag ditt liv
- 2005 – Jag tänker på mig själv – och vänstern

## Diskografi
| År   | Artist                      | Album                       | Instrument             |
| ---- | --------------------------- | --------------------------- | ---------------------- |
| 1970 | Gläns över sjö & strand     | Är du lönsam lille vän      | trummor, congas        |
| 1971 | Inget gruppnamn             | Sånger om kvinnor           | congas                 |
| 1971 | Gläns över sjö & strand     | Här schaktas utan pardon    | trummor, congas        |
| 1972 | Göran Persson               | Blir jag sen spelkarl       | congas                 |
| 1972 | Inget gruppnamn             | Kåklåtar                    | ?                      |
| 1973 | Jan Hammarlund              | När bandet slutar spela     | congas                 |
| 1973 | Tillsammans                 | Tillsammans                 | cello                  |
| 1973 | Risken Finns                | Risken Finns                | congas                 |
| 1974 | Kjell Höglund               | Baskervilles hund           | congas                 |
| 1974 | Nynningen                   | 1974                        | sång                   |
| 1974 | Göran Persson               | Hundliv                     | congas                 |
| 1975 | Kjell Höglund               | Hjärtat sitter till vänster | congas                 |
| 1976 | Nationalteatern             | Kåldolmar & kalsipper       | sång, låtskrivare      |
| 1977 | Tältorkestern               | Vi äro tusenden...          | sångare                |
| 1977 | Nationalteatern & Nynningen | Vi kommer att leva igen     | sång, congas, slagverk |
| 1978 | Nationalteatern             | Barn av vår tid             | trummor                |
| 1980 | Björn Afzelius              | Globetrotter                | congas                 |
| 1981 | Nationalteatern             | Luffarrock                  | oljud, manus, sångare  |
| 1987 | Nationalteatern             | Peter Pan                   | "John"                 |

### Fotnoter
1. 1 2   Sveriges befolkning 1990. Ramsele: Svensk arkivinformation (SVAR), Riksarkivet. 2011. Libris 12076919. ISBN 9789188366917
2. ↑  ”Hans Wiktorsson”. Svensk Filmdatabas. http://sfi.se/sv/svensk-filmdatabas/Item/?type=PERSON&itemid=89621&iv=OVERVIEW. Läst 26 augusti 2012.
3. ↑  ”Historik”. nationalteatern.nu. Arkiverad från originalet den 2 februari 2017. https://web.archive.org/web/20170202113131/http://www.nationalteatern.nu/historik.html. Läst 16 juli 2016.
4. 1 2  Petersson, Hampus (21 november 2011). ”Den gamle Brandeby har ju gett upp”. Dalarnas Tidningar. http://www.dt.se/nyheter/ludvika/1.4122536--den-gamle-brandeby-har-ju-gett-upp-. Läst 10 januari 2013.
5. ↑  ”Hans Wiktorsson”. IMDb.com. http://www.imdb.com/name/nm0928053/. Läst 26 augusti 2012.